# Obere Kyll (Verbandsgemeinde)
Obere Kyll est une Verbandsgemeinde (collectivité territoriale) de l'arrondissement de Vulkaneifel dans la Rhénanie-Palatinat en Allemagne. Le siège de cette Verbandsgemeinde est dans la commune de Jünkerath.
La Verbandsgemeinde de Obere Kyll consiste en cette liste d'Ortsgemeinden (municipalités locales) :

Localisation de la Verbandsgemeinde de Obere Kyll dans l'arrondissement de Vulkaneifel

| 1. Birgel 2. Esch 3. Feusdorf 4. Gönnersdorf 5. Hallschlag 6. Jünkerath 7. Kerschenbach | 1. Lissendorf 2. Ormont 3. Reuth 4. Scheid 5. Schüller 6. Stadtkyll 7. Steffeln |